# Atentado em Istambul em janeiro de 2017
Um tiroteio em massa ocorreu numa festa de passagem de ano realizada numa discoteca no distrito de Beşiktaş, em Istambul, na madrugada de 1º de janeiro de 2017. O atentado provocou a morte de pelo menos 39 pessoas. O ataque ocorreu na boate Reina, por volta da 1h30m local (UTC+3). Centenas de pessoas estavam celebrando o réveillon. Pelo menos 69 pessoas ficaram feridas. Várias pessoas sobreviveram atirando-se ao Bósforo.
O atacante colocou-se em fuga.
Além dos cidadãos turcos vítimas do atentado, morreram pelo menos 27 estrangeiros de 14 nacionalidades diferentes. O atentado foi reivindicado no dia 2 de janeiro pelo Estado Islâmico.